# Vatapá

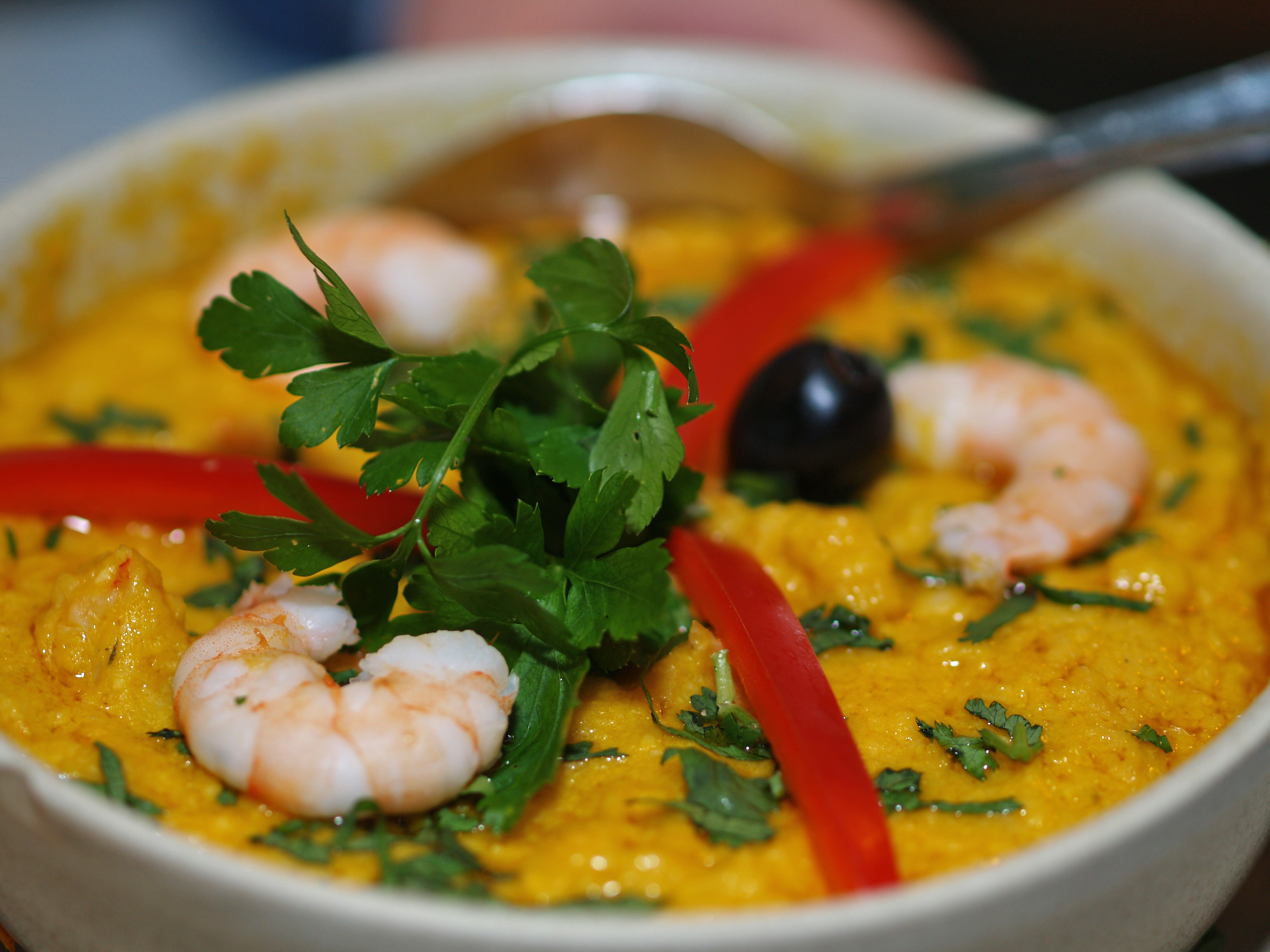
Vatapá

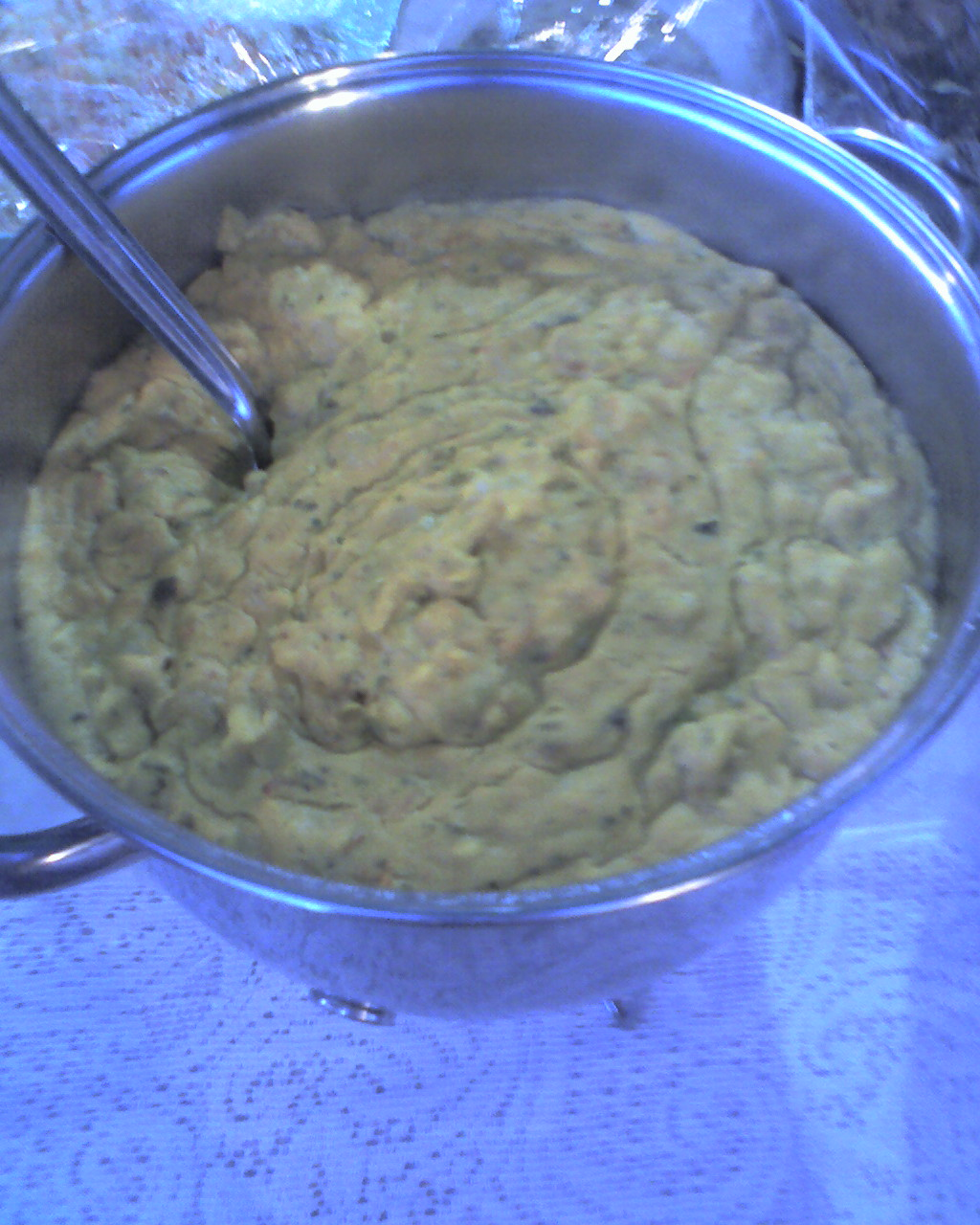
Vatapá de camarão

O vatapá é um prato típico da culinária afro-brasileira. O seu preparo pode incluir pão molhado ou farinha de rosca, fubá, gengibre, pimenta-malagueta, amendoim, cravo, castanha de caju, leite desnatado, azeite de oliva, cebola, alho e tomate. Pode ser preparado com camarões frescos inteiros, ou secos e moídos, com peixe, com bacalhau ou com carne de frango, acompanhados de arroz. A sua consistência é cremosa.
"Vatapá" é oriundo do termo iorubá vata'pa. Então, de origem africana, chegou ao Brasil por intermédio dos africanos iorubás com o nome de ehba-tápa.
É um prato típico das cozinhas nordestina e nortista e é marca da influência da população negra nessas regiões. É muito divulgado pela Bahia onde em seu feitio acrescentam o azeite de dendê, e serve como um acompanhamento do acarajé. É igualmente popular no Amazonas, no Amapá, no Pará, no Maranhão e em Rondônia, onde a receita sofre variações como a ausência de amendoim (ingrediente original das Américas) e outros ingredientes comuns na versão tradicional. O vatapá é influência da culinária africana trazida pelos africanos escravizados nos navios negreiros, a partir do século XVI. Com os ingredientes encontrados nesta nova terra e a necessidade de suplementar sua dieta alimentar, desenvolveram outros pratos, que passaram a ser típicos da culinária brasileira. É exemplo disso o angu, entre outros.